# Chi Cam tùng
Chi Cam tùng (tên khoa học: Nardostachys) là một chi thực vật thuộc họ Họ Kim ngân. Chi này bao gồm hai loài đều có thể gọi là cam tùng hay cam tùng hương, chúng được sử dụng để chiết xuất lấy tinh dầu màu hổ phách, có mùi rất thơm.

## Danh sách loài
- Nardostachys chinensis Batalin
- Nardostachys gracilis
- Nardostachys grandiflora: Nữ lang hoa to[1]
- Nardostachys jatamansi (D. Don) DC.